# Медаль «За сприяння Збройним Силам України»
Заохочувальна відзнака Міністерства оборони України — медаль «За сприяння Збройним Силам України» входила до діючої до 2012 року системи відзнак Міністерства оборони України. Вручення поновлене 2015 року.

## Історія нагороди
- Медаль «За сприяння Збройним Силам України» було встановлено наказом Міністра оборони України від 20 травня 2003 року № 142[1][2]. У зв'язку з недотриманням необхідних формальностей при запровадженні відзнаки на вимогу Міністерства юстиції України наказ про встановлення відзнаки скасували[2]. Відзнака з дотриманням усіх формальностей повторно заснована наказом міністра оборони України Анатолія Гриценка від 12 грудня 2005 року № 737.
- До наказу № 737 внесено зміни наказом Міністра оборони України від 1 листопада 2010 року № 555[3].
- 30 травня 2012 року Президент України В. Ф. Янукович видав Указ, яким затвердив нове положення про відомчі заохочувальні відзнаки; міністрам, керівникам центральних органів виконавчої влади, керівникам (командувачам) військових формувань, державних правоохоронних органів доручено забезпечити в установленому порядку перегляд актів про встановлення відомчих заохочувальних відзнак, приведення таких актів у відповідність із вимогами цього Указу[4]. Протягом 2012–2013 років Міністерством оборони України розроблено нову систему заохочувальних відзнак[5], що вже не містила медалі «За сприяння Збройним Силам України».
- З 9 грудня 2015 року, відповідно до наказу Міністерства оборони України від 9 грудня 2015 року № 705 «Про внесення змін до наказу Міністерства оборони України від 11 березня 2013 року № 165», медаль «За сприяння Збройним Силам України» знову вручається[6].

## Положення про відзнаку
- Заохочувальною відзнакою Міністерства оборони України — медаллю «За сприяння Збройним Силам України» нагороджуються військовослужбовці військових формувань, створених відповідно до законів України (крім військовослужбовців Збройних Сил України), працівники Збройних Сил України, а також інші особи за значний особистий внесок у справу розвитку Збройних Сил України.
- Нагородження медаллю здійснюється наказом Міністра оборони України (по особовому складу).
- Подання до нагородження медаллю здійснюється відповідно до вимог чинного законодавства України.
- Нагородженому медаллю вручаються медаль та посвідчення до неї.
- У разі втрати (псування) медалі дублікат не видається.
- Медаль і посвідчення до неї після смерті нагородженого залишаються в сім'ї померлого як пам'ять.

## Опис відзнаки
- Заохочувальна відзнака Міністерства оборони України — медаль «За сприяння Збройним Силам України» виготовляється з білого металу і являє собою восьмикутну променясту зірку. У центрі зірки — прямий рівносторонній хрест з жовтого металу з розбіжними кінцями, покритий емаллю малинового кольору, у центрі якого на круглому медальйоні, покритому емаллю синього кольору, — Знак Княжої Держави Володимира Великого (малий Державний Герб України). Хрест накладено на дві лаврові гілки з жовтого металу.
- Зворотний бік медалі плоский з написом по колу «За сприяння Збройним Силам України» та вигравіруваним номером.
- Усі зображення і напис — рельєфні. Розмір медалі — 38 мм.
- За допомогою вушка з кільцем медаль з'єднується з прямокутною колодкою з білого металу, обтягнутою стрічкою. Розмір колодки: висота — 42 мм, ширина — 28 мм. На зворотному боці колодки — застібка для прикріплення медалі до одягу.
- Стрічка медалі із шовку жовтого кольору з поздовжньою малиновою смужкою по центру. Ширина стрічки — 28 мм, ширина малинової смужки — 10 мм.
- Планка медалі являє собою металеву пластинку, обтягнуту відповідною стрічкою. Розмір планки: висота — 12 мм, ширина — 28 мм.

## Порядок носіння відзнаки
Медаль носять з лівого боку грудей і, за наявності заохочувальної відзнаки Міністерства оборони України — медалі «За особисті досягнення», розміщують після неї.